# Zifu
Zifu (kinesiska: 资福, 资福乡) är en socken i Kina. Den ligger i provinsen Hunan, i den södra delen av landet, omkring 54 kilometer väster om provinshuvudstaden Changsha. Antalet invånare är 30574. Befolkningen består av 15 387 kvinnor och 15 187 män. Barn under 15 år utgör 17,0 %, vuxna 15-64 år 68 %, och äldre över 65 år 14,0 %.
Genomsnittlig årsnederbörd är 1 732 millimeter. Den regnigaste månaden är maj, med i genomsnitt 322 mm nederbörd, och den torraste är december, med 52 mm nederbörd.